# Бергхаузен (Штирия)
Бергхаузен (нем. Berghausen (Steiermark)) — коммуна (нем. Gemeinde) в Австрии, в федеральной земле Штирия. 
Входит в состав округа Лайбниц.  Население составляет 648 человек (на 31 декабря 2005 года). Занимает площадь 5,63 км². Официальный код  —  6 10 03.

## Политическая ситуация
Бургомистр коммуны — Герхард Преглау (АНП) по результатам выборов 2005 года.
Совет представителей коммуны (нем. Gemeinderat) состоит из 9 мест.
- АНП занимает 6 мест.
- СДПА занимает 3 места.